# Migliori prestazioni italiane nei 50 metri stile libero
La lista delle migliori prestazioni italiane nei 50 metri stile libero, aggiornata periodicamente dalla Federazione Italiana Nuoto, raccoglie i migliori risultati di tutti i tempi degli atleti italiani nella specialità dei 50 metri stile libero.

## Vasca lunga

### Uomini
Statistiche aggiornate al 2 maggio 2014.
|     | Tempo | Atleta           | Luogo    | Data             |
| --- | ----- | ---------------- | -------- | ---------------- |
| 1.  | 21"82 | Marco Orsi       | Riccione | 6 marzo 2009     |
| 2.  | 21"90 | Luca Dotto       | Shanghai | 30 luglio 2011   |
| 3.  | 21"93 | Federico Bocchia | Pescara  | 28 maggio 2009   |
| 4.  | 22"06 | Lorenzo Vismara  | Zagabria | 12 agosto 1999   |
| 5.  | 22"14 | Andrea Rolla     | Riccione | 9 marzo 2012     |
| 6.  | 22"20 | Lucio Spadaro    | Riccione | 17 dicembre 2011 |
| 7.  | 22"26 | Luca Leonardi    | Roma     | 11 agosto 2009   |
| 8.  | 22"34 | Fabio Gimondi    | Pescara  | 28 maggio 2009   |
| 9.  | 22"42 | Michele Scarica  | Pesaro   | 1º luglio 2004   |
| 10. | 22"48 | Alessandro Calvi | Pescara  | 28 maggio 2009   |

### Donne
Statistiche aggiornate al 2 maggio 2014.
|     | Tempo | Atleta              | Luogo    | Data           |
| --- | ----- | ------------------- | -------- | -------------- |
| 1.  | 25"18 | Cristina Chiuso     | Budapest | 5 agosto 2006  |
| 2.  | 25"23 | Silvia Di Pietro    | Kazan'   | 16 luglio 2013 |
| 3.  | 25"24 | Giorgia Biondani    | Roma     | 9 agosto 2013  |
| 4.  | 25"31 | Erika Ferraioli     | Kazan'   | 16 luglio 2013 |
| 5.  | 25"47 | Federica Pellegrini | Livorno  | 13 marzo 2004  |
| 6.  | 25"52 | Ilaria Bianchi      | Riccione | 13 aprile 2013 |
| 7.  | 25"54 | Laura Letrari       | Pescara  | 18 giugno 2009 |
| 8.  | 25"5  | Gigliola Tecchio    | Pescara  | 28 giugno 2009 |
| 9.  | 25"68 | Silvia Copetta      | Roma     | 11 agosto 2009 |
| 10. | 25"69 | Cecilia Vianini     | Riccione | 2 agosto 2003  |

## Vasca corta

### Uomini
Statistiche aggiornate al 2 maggio 2014.
|     | Tempo | Atleta           | Luogo    | Data             |
| --- | ----- | ---------------- | -------- | ---------------- |
| 1.  | 20"93 | Marco Orsi       | Istanbul | 10 dicembre 2009 |
| 2.  | 21"10 | Mattia Nalesso   | Genova   | 29 novembre 2008 |
| 3.  | 21"25 | Luca Dotto       | Dubai    | 16 dicembre 2010 |
| 4.  | 21"27 | Federico Bocchia | Chartres | 22 novembre 2012 |
| 5.  | 21"44 | Alessandro Calvi | Genova   | 29 novembre 2008 |
| 6.  | 21"49 | Lorenzo Vismara  | Camogli  | 19 dicembre 2002 |
| 7.  | 21"68 | Francesco Donin  | Riccione | 6 aprile 2009    |
| 8.  | 21"68 | Andrea Rolla     | Ostia    | 5 agosto 2011    |
| 9.  | 21"69 | Lucio Spadaro    | Ostia    | 19 agosto 2010   |
| 10. | 21"76 | Fabio Gimondi    | Riccione | 6 aprile 2009    |

### Donne
Statistiche aggiornate al 2 maggio 2014.
|     | Tempo | Atleta              | Luogo    | Data             |
| --- | ----- | ------------------- | -------- | ---------------- |
| 1.  | 24"37 | Cristina Chiuso     | Trieste  | 11 dicembre 2005 |
| 2.  | 24"39 | Erika Ferraioli     | Riccione | 13 aprile 2014   |
| 3.  | 24"74 | Laura Letrari       | Riccione | 21 novembre 2009 |
| 4.  | 24"75 | Silvia Di Pietro    | Verona   | 20 aprile 2013   |
| 5.  | 24"76 | Erica Buratto       | Ostia    | 4 agosto 2011    |
| 6.  | 25"02 | Aglaia Pezzato      | Riccione | 13 aprile 2014   |
| 7.  | 25"02 | Federica Pellegrini | Milano   | 21 febbraio 2004 |
| 8.  | 25"07 | Giorgia Biondani    | Riccione | 21 marzo 2014    |
| 9.  | 25"15 | Elena Gemo          | Genova   | 28 novembre 2008 |
| 10. | 25"20 | Cecilia Vianini     | Camogli  | 18 dicembre 2002 |